# Lucinoma heroica
Lucinoma heroica is een tweekleppigensoort uit de familie van de Lucinidae. De wetenschappelijke naam van de soort is voor het eerst geldig gepubliceerd in 1901 door Dall.